# Гуга
Запрос «ГУГА» перенаправляется сюда. Об университете гражданской авиации в Санкт-Петербурге см. СПбГУГА
Гуга — село в районе имени Полины Осипенко Хабаровского края. Входит в состав Сельского поселения «Село Владимировка». Национальное негидальское село. Не имеет постоянного сообщения с райцентром — селом имени Полины Осипенко.

## Население
| 1926 | 2002 | 2010 | 2011 | 2012 | 2021 |
| ---- | ---- | ---- | ---- | ---- | ---- |
| 13   | ↘1   | →1   | →1   | ↘0   | ↗2   |